# Almon Strowger
Almon Brown Strowger (Penfield, 1839 – St. Petersburg, 26 maggio 1902) è stato un inventore statunitense.
È conosciuto per l'invenzione del dispositivo di commutazione automatica, brevettato il 30 ottobre 1891.

## La leggenda su Strowger
Almon Strowger era impresario di pompe funebri nel Missouri. All'epoca, grazie all'invenzione del telefono, coloro che necessitavano dei servizi di pompe funebri potevano chiamare il centralino dell'operatore cittadino chiedendo di essere messi in contatto con un'impresa che offrisse tali servizi. Nella città dove lavorava Strowger venne assunta come operatrice telefonica addetta al centralino la moglie di un impresario a lui concorrente. Ella, grazie alla posizione ricoperta, poteva inoltrare la maggior parte delle richieste verso l'impresa del marito. Per questo motivo il lavoro di Strowger si ridusse sempre di più, portandolo sull'orlo del fallimento. Egli si ingegnò al fine di limitare questo svantaggio e riuscì a inventare il primo commutatore automatico per la telefonia, brevettato il 30 ottobre del 1891. Tale commutatore è rimasto in funzione in Italia fino alla fine degli anni '90.